# Sicyopterus caeruleus
Sicyopterus caeruleus és una espècie de peix de la família dels gòbids i de l'ordre dels perciformes.

## Morfologia
- Els mascles poden assolir 10 cm de longitud total.[1][2]

## Hàbitat
És un peix de clima tropical i demersal.

## Distribució geogràfica
Es troba a l'oest de l'oceà Índic: Reunió i Maurici.

## Observacions
És inofensiu per als humans.